# Капчяместис
Капчяместис (лит. Kapčiamiestis, пол. Kopciowo) — городок в Лаздзийском районе Алитусского уезда Литвы, на реке Балтая Анча. Административный центр Капчяместского староства. Население 478 человек (2021).
Расположен на юге страны, в 10-11 км от стыка границ Литвы, Белоруссии и Польши. По современной официальной литовской классификации относится к этнографическому району Дзукии.

## Достопримечательности
- Церковь Божьего Промысла (1824 г.);
- Могила Эмилии Пляттер.

### Утраченные памятники
- Синагога.

## Галерея
- Могила Эмилии Плятер в Капчаместисе
- Церковь Промысла Божия
- Церковь Божьего Промысла, фрагмент

## Известные уроженцы и жители
- Часловас Саснаускас (1867—1916) — литовский органист и композитор.